# 댕구알버섯
댕구알버섯 (Calvatia gigantea)은 주름버섯과에 속하는 식용 버섯이다. 늦여름과 가을에 풀밭과 들판, 낙엽수림, 대나무숲 등지에서 찾아볼 수 있으며, 대한민국을 비롯한 전세계 온대 기후에 걸쳐 분포한다.

## 상세
댕구알버섯의 '댕구알'은 눈깔사탕이란 뜻으로 그와 비슷한 모양이라 하여 붙여진 것이다. 라틴어 학명은 'Calvatia gigantea'로 '큰 칼바티아 버섯'을 의미하며, 영어로는 'Giant puffball'이라고 한다.
댕구알버섯은 지름이 10~70cm에 달하지만 가끔씩 지름 150cm에 무게 20kg까지 자라는 경우도 있다. 다 자란 댕구알버섯의 속은 녹갈색을 띠며 덜 자란 것의 속은 하얗다. 흰색을 띈, 큰 것은 다 자라기 전에 식용이 가능하다.